# 樹子腳 (雲林縣北港鎮)
樹子腳，原寫為樹仔腳，是臺灣雲林縣北港鎮的一個傳統地域名稱，位於該鎮西部。相較於今日行政區，其範圍大致包括樹腳里不含北部凸出部分的西大半部、好收里西南端、劉厝里西南部。

## 歷史
臺灣清治末期至日治初期，樹子腳地區為一（舊制）街庄，稱為「樹仔腳庄」，隸屬於大槺榔東頂堡。該庄北與好收庄為鄰，東與新街庄、北港街為鄰，南邊為扶朝家庄、土間厝庄，西邊為水燦林庄，西北邊為春牛埔庄。
1901年（日治明治三十四年）11月，全臺廢縣廳改設二十廳，該庄隸屬於斗六廳。1903年（明治三十六年）6月，該庄編入「水燦林區」，隸屬於斗六廳。1909年（明治四十二年）10月，合併二十廳為十二廳，水燦林區改隸屬於嘉義廳。1920年（大正九年），全臺地方制度大改正，廢十二廳改設五州二廳，該庄改制並雅化為「樹子腳」大字，隸屬於臺南州北港郡北港街（新制街庄）。
戰後北港街改制為北港鎮，隸屬於臺南縣，大字亦改制為里。1950年10月，雲、嘉、南分治，北港鎮改隸屬雲林縣。

## 聚落
本地區發展較早的聚落有頂庄、中庄、大庄、過溝皂、蒜頭藔、舩頭埔（船頭埔）等，在日治期初期的官方地圖上已有記載。

## 交通
鄉道雲161線是好收至湖仔內的道路，經過本地區頂庄、過溝皂兩個聚落。由該道路向北可前往好收並止於縣道155號路口；向南南西可前往土間厝、溪墘厝地區的湖子內聚落，並止於鄉道雲154線路口。
鄉道雲156線（大同路）是牛挑灣至北港的道路，大致以橫向經過本地區中央地帶。由該道路向西北可前往春牛埔、牛挑灣，並止於縣道155號路口；向東南東可前往北港，並止於縣道155號轉角路口。
鄉道雲163線是船頭埔至湖仔內的道路，其北側端點（起點）位於本地區東部鄉道雲156線路口（船頭埔聚落北郊）。由此向南南西蜿蜒而行，可前往扶朝家、溪墘厝，並止於該地區北部的鄉道雲154線路口（湖子內聚落東南郊）。

## 學校
- 雲林縣私立巨人高級中學